# Steve Conrad
Steve Conrad (Fort Lauderdale, 1968) è uno sceneggiatore e regista statunitense.

## Lavori
Il suo primo lavoro come sceneggiatore è per il film di Randa Haines Ricordando Hemingway, del 1993, storia di un'amicizia tra due anziani interpretati da Robert Duvall e Richard Harris, male accolto dalla critica.
Più tardi, nel 2004, scrive e dirige Lawrence Melm, cui fanno seguito fortunati lavori come The Weather Man - L'uomo delle previsioni (2005), regia di Gore Verbinski e La ricerca della felicità (The Pursuit of Happiness) con Will Smith.
Nel 2008 scrive e dirige la commedia The Promotion, con John C. Reilly e Seann William Scott.
Opere come The Weather Man e The Promotion, sono riflessioni e conseguenze del sogno americano e insoddisfacenti grigie commedie sulla difficoltà della vita familiare e i meccanismi del mondo del lavoro.

## Filmografia

### Regista
- The Promotion (2008)
- Patriot (2015-)

### Sceneggiatore
- Ricordando Hemingway, regia di Randa Haines (1993)
- The Weather Man - L'uomo delle previsioni, regia di Gore Verbinski (2005)
- La ricerca della felicità, regia di Gabriele Muccino (2006)
- The Promotion (2008)
- I sogni segreti di Walter Mitty, regia di Ben Stiller (2013)
- Affare fatto, regia di Ken Scott (2015)
- Wonder, regia di Stephen Chbosky (2017)